# Frome (miasto)
Frome (wym. /ˈfruːm/) – miasto w Wielkiej Brytanii, w Anglii w hrabstwie Somerset, u podnóża wzgórz Mendip. W średniowieczu większe niż pobliskie Bath było dobrze rozwiniętym ośrodkiem tkactwa. Ważniejsze zabytki to centrum i domki tkaczy.